# Погодин, Олег Георгиевич
Оле́г Гео́ргиевич Пого́дин (род. 3 июля 1965, Сальск, Ростовская область, РСФСР, СССР) — российский кинорежиссёр и сценарист.

## Биография
Родился 3 июля 1965 года в городе Сальске. В 1982 году окончил среднюю школу № 1. Несколько раз безуспешно пытался поступить на режиссёрский факультет Всесоюзного государственного института кинематографии. В 1985—1987 годах был на срочной военной службе. В 1993 году окончил киноведческое отделение сценарно-киноведческого факультета ВГИКа (мастерская Марата Власова, Армена Медведева).
С 1992 года активно работал в области коммерческой видеорекламы. Его дебютом стал первый рекламный ролик для представительства японской компании Seiko Epson в России. На счету Олега Погодина также видеоклипы для таких исполнителей и музыкальных коллективов, как Александр Маршал («Ливень»), Николай Носков («Паранойя», «Снег»), Николай Трубач («Женская любовь»), Вахтанг Кикабидзе («Мы уходим»), Валерия («Пополам»), группа «Штар» («Красное платье»), коллектив «Божья коровка» («Встреча с любимой женщиной») и другие.
В 1999 году начинающий продюсер Александр Элиасберг обратился к Олегу Погодину с просьбой спасти проект «Война Принцессы», над которым он работал совместно с режиссёром Владимиром Алениковым. Посмотрев материал, после долгих размышлений Олег Погодин согласился доснять, а частично и переснять фильм, получивший название «Триумф» (2000). Кинокритик Андрей Плахов писал:

Погодин (…) подошёл к задаче творчески, привлёк свои киноманские знания западной контркультуры и параллельного кино, насытил фильм «улётной» музыкой Максима Фадеева. Видно, что дай режиссёру волю, сделал бы вполне кислотную штучку типа «Trainspotting» или «Doom Generation». (…) Признаюсь: я один из немногих зрителей, смотревших оба варианта «Триумфа». Второй значительно лучше, современнее, но в нём и куда больше «отмороженного» профессионального формализма.
В 2003 году Олег Погодин снял по собственному сценарию мини-сериал «Родина ждёт» в жанре шпионской комедии. Его следующий фильм — боевик «Непобедимый» (2008) — провалился в прокате. В одном из интервью режиссёр вспоминал:

Я думал после этого с кино завязывать, несмотря на то что я всю жизнь хотел снимать. Но эта картина довела меня до грани отвращения к профессии, и я решил после этого на площадку не выходить.
В 2011 году поставил криминальную драму «Дом» о распаде большой ростовской семьи. Фильм претендовал на премию «Золотой орёл» (в шести номинациях, три из них победа) и на премию «Ника» (в четырёх номинациях; Сергей Гармаш получил «Нику» за лучшую мужскую роль).
В 2013 году на экран вышел его телесериал «Крик совы», снятый в традициях советского шпионского кино. В 2021 году состоялась премьера приключенческого фильма «Конёк-Горбунок» по мотивам одноименной сказки Петра Ершова.

## Фильмография
| Год  | Фильм             | Режиссёр  | Сценарист | Примечания         |
| ---- | ----------------- | --------- | --------- | ------------------ |
| 1997 | Котовасия         | зелёная ✓ | зелёная ✓ |                    |
| 2000 | Триумф            | зелёная ✓ | зелёная ✓ |                    |
| 2003 | Родина ждёт       | зелёная ✓ | зелёная ✓ |                    |
| 2005 | Побег             |           | зелёная ✓ |                    |
| 2008 | Непобедимый       | зелёная ✓ | зелёная ✓ |                    |
| 2010 | Мы из будущего 2  | зелёная ✓ |           | в титрах не указан |
| 2011 | Дом               | зелёная ✓ | зелёная ✓ |                    |
| 2011 | Новогодняя SMS-ка | зелёная ✓ |           |                    |
| 2013 | Крик совы         | зелёная ✓ | зелёная ✓ |                    |
| 2013 | Шерлок Холмс      |           | зелёная ✓ |                    |
| 2017 | Время первых      |           | зелёная ✓ |                    |
| 2021 | Конёк-Горбунок    | зелёная ✓ | зелёная ✓ |                    |
| 2022 | Сирийская соната  | зелёная ✓ |           |                    |

## Призы и номинации
- 2011 — XIX фестиваль российского кино «Окно в Европу», Выборг — конкурс игрового кино — Специальный приз жюри сценаристу и режиссёру Олегу Погодину «За владение кинематографическими профессиями» (фильм «Дом»)[9].
- 2011 — Номинации на премию «Золотой орёл»: Лучший фильм, Лучшая режиссёрская работа (Олег Погодин, фильм «Дом»).
- 2013 — III Забайкальский Международный кинофестиваль, Чита[10] — приз за лучшую режиссуру и приз зрительских симпатий (фильм «Дом»).
- 2014 — Профессиональный приз Ассоциации продюсеров кино и телевидения в области телевизионного кино в номинации За лучшую сценарную работу и номинация на приз За лучшую режиссёрскую работу (телесериал «Крик совы»)[11].
- 2014 — Премия ФСБ России за «Лучшие произведения литературы и искусства о деятельности органов федеральной службы безопасности» за 2013 год: первая премия в номинации «Кино и телефильм» («Крик совы»)[12].
- 2015 — Номинация на премию «Золотой орёл» в категории Лучший телефильм или мини-сериал (до 10 серий включительно) («Крик совы»)
- 2023 — ХХXI кинофестиваль «Виват кино России!» — приз «За лучшую режиссуру» («Сирийская соната»)[13].